# Municipio de Eredvi
El municipio de Eredvi (en georgiano: ერედვის მუნიციპალიტეტი) es un municipio de iure parte de la región de Baja Iberia de Georgia, aunque de facto se corresponde con parte del distrito de Tsjinvali de la parcialmente reconocida República de Osetia del Sur. Su centro administrativo es Eredvi.

## Historia
El municipio se estableció el 6 de diciembre de 2006. Para las elecciones municipales del 5 de octubre de 2006, el consejo municipal se limitó a 14 escaños.
Como resultado de la guerra ruso-georgiana de 2008, Tiflis perdió el control sobre el municipio de Eredvi, por lo que esta división administrativa se convirtió principalmente en una cuestión de papel. Desde entonces, ha promovido principalmente los intereses de los refugiados georgianos que viven en varias docenas de asentamientos especiales en las cercanías de Osetia del Sur y otras partes de Georgia.